# Nirmal Purja
14 sommets de plus de 8 000 mètres d'altitude
Nirmal Purja, surnommé Nims Dai, est un alpiniste népalo-britannique, né le 25 juillet 1983 dans le district de Myagdi au Népal. Parmi les alpinistes ayant gravi les quatorze sommets de plus de huit mille mètres, il a longtemps détenu le record de rapidité en étant parvenu à les enchaîner en six mois et six jours. Cet exploit fait l'objet d'un film diffusé sur Netflix en 2021 : 14 Peaks. Deux ans après ce record, il réalise le 16 janvier 2021 la première ascension du K2 en hiver, en tant que co-leader aux côtés de Mingma Sherpa et d’une équipe népalaise.

## Biographie

### Enfance
Nirmal Purja est né le 25 juillet 1983 dans le village de Dana, situé au sein du district de Myagdi. Nirmal est le quatrième enfant d'une fratrie de cinq (trois frères plus âgés, et une sœur cadette). Il est élevé dans une famille de confession hindouiste. Son père est militaire dans un régiment gorkha de l'armée indienne tandis que sa mère participe aux travaux agricoles dans le village.
Alors qu'il est âgé de quatre ans, sa famille prend la décision de quitter le village en raison des risques de glissement de terrain pour s'installer dans le district de Chitwan, loin des montagnes. Il grandit de ce fait sans être formé à l'alpinisme. Il pratique le kickboxing et dispute des épreuves de course en athlétisme.
Il définit sa famille comme pauvre. L'entrée de ses frères dans les régiments gurkhas apporte de nouvelles rentrées d'argent à la famille et permet à Purja d'être scolarisé et d'apprendre l'anglais,.

### Carrière militaire
Il rejoint en janvier 2003 la brigade de Gurkhas. Au cours de son service dans cette brigade, il se spécialise pour rejoindre le génie (Gurkha Engineers). Il est déployé notamment en Afghanistan en 2007 dans le cadre de l'opération Herrick.
En 2009, il devient le premier gurkha à intégrer le Special Boat Service, une unité des forces spéciales de la Royal Navy. À partir de juillet 2010, il est envoyé sur différents théâtres d'opération incluant de nouveau l'Afghanistan. Il y développe notamment des compétences en traumatologie en particulier dans le soin de blessures par balles et par explosifs. En 2018, il devient instructeur de combat en environnement froid.
Afin de se consacrer pleinement à l'alpinisme, Purja quitte définitivement les forces spéciales en 2019, avec le grade de Lance corporal.

### Himalayisme

#### Premières ascensions
Il s'initie à l'alpinisme en 2012 en gravissant le Lobuche (6 145 m) à la suite d'un trek jusqu'au camp de base de l'Everest aux côtés de Dorje Khatri Sherpa. Il atteint également le sommet du mont McKinley (6 190 m) puis réalise le 18 mai 2014 l'ascension de son premier sommet de plus de huit mille mètres, le Dhaulagiri, voisin de son village natal,. En préparation de l'ascension d'autres sommets himalayens, il gravit l'Aconcagua en 2015.
Le 13 mai 2016, il parvient au sommet de l'Everest. Il réitère l'exploit le 15 mai 2017 en menant l'expédition G200E jusqu'au sommet de la montagne. Cette expédition permet à 13 gurkhas de réaliser l'ascension et de commémorer les deux cents ans de service de la brigade de Ghurkas dans l'armée britannique,.
Dans la foulée, avec l'utilisation de bouteilles d'oxygène, il réalise l'ascension de l'Everest (27 mai 2017) suivie de celle du Lhotse le même jour, et de celle du Makalu le 1er juin 2017,,. Il bat ainsi deux records du monde, celui de l'ascension de l'Everest et du Lhotse (en 26 h), celui de l'ascension de l'Everest, du Lhotse et du Makalu (en 9 jours) et devient également le premier homme à gravir dans la même saison l'Everest à deux reprises, le Lhotse et le Makalu,,. C'est à la suite de cet épisode qu'il décide de quitter les forces spéciales pour se consacrer pleinement à l'alpinisme et que l'idée du Project Possible prend naissance.

#### Project Possible

##### Préparation
Maintenant entièrement tourné vers l'alpinisme, Nirmal Purja décide de monter le Project Possible consistant à réaliser l'ascension la plus rapide des quatorze sommets de plus de huit mille mètres, en battant le précédent record établi par le coréen Kim Chang-ho en 7 ans 10 mois et 6 jours.
Au cours de l'année 2018, il se concentre sur le financement de son projet notamment par la recherche de parrains ainsi que par l'intermédiaire du financement participatif. Dans cette optique, il fonde l'entreprise Elite Himalayan Adventures, afin de guider, contre rémunération, certains grimpeurs lors de ses ascensions. Ne bénéficiant pas encore d'une importante notoriété malgré ses récents records du monde et faisant face à un important scepticisme face à son projet, Purja peine à obtenir les financements nécessaires.
Purja se heurte également à des difficultés pour l'obtention des permis nécessaires aux ascensions. En particulier, les relations diplomatiques entre le Népal et la Chine ont dû être activées pour obtenir l'autorisation de gravir le Shishapangma. En 2019, la Chine n'avait pas prévu d'autoriser une seule ascension. Une exception a été faite pour Purja,.

##### Ascensions des 14 huit mille mètres en 2019
Nirmal Purja débute en avril la première phase de son projet regroupant l'ascension de six sommets népalais (Annapurna, Dhaulagiri, Kanchenjunga, Everest, Lhotse et Makalu). Après avoir échappé de peu à une avalanche, Purja parvient au sommet de l'Annapurna le 23 avril 2019. Il secourt dans la descente le grimpeur malais Wui Kin Chin, puis se dirige vers le Dhaulagiri. Le 12 mai 2019, il réalise l'ascension de ce dernier par grand vent et dans un style essentiellement alpin, les cordes fixes précédemment installées ayant été en majeure partie ensevelie sous de récentes chutes de neige. Atteignant trois jours plus tard le sommet du Kanchenjunga, il participe à nouveau à une opération de secours sur les pentes de la montagne, venant en aide à trois grimpeurs en difficulté (Biplab Baidya, son guide Dawa Sherpa et Kuntal Karar),. Le 22 mai 2019, il atteint à nouveau le sommet de l'Everest. Dans la descente, il prend également une photographie devenue virale montrant une file ininterrompue d'alpinistes au niveau du ressaut Hillary,. Avant de se diriger vers le sommet du Lhotse, il reste environ deux heures sur les lieux pour organiser le trafic et décongestionner le passage,. Purja parvient à atteindre le sommet du Lhotse le même jour mais n'améliore pas sa marque établie en 2017 de l'ascension combinée des deux sommets la plus rapide. Purja bénéficie ensuite d'un transfert en hélicoptère au camp de base du Makalu et gravit ce dernier le 24 mai 2019. Il établit à cette occasion le record de l'ascension la plus rapide de l'Everest, du Lhotse et du Makalu en 48 heures et 30 minutes,.
La seconde phase du projet consiste en l'ascension des cinq sommets pakistanais : Nanga Parbat, Gasherbrum I et II, K2 et Broad Peak. Ayant en tête le massacre de 2013 au Nanga Parbat, Purja doit concilier ses projets d'ascension avec le risque d'une attaque terroriste. Conscient de représenter une cible potentielle compte tenu de sa récente médiatisation liée à l'accomplissement de la première phase du projet mais surtout de son passé dans les forces spéciales britanniques, il rejoint en toute discrétion le camp de base du Nanga Parbat. Il en atteint le sommet le 3 juillet 2019 et frôle la mort dans la descente après une chute heureusement sans gravité. Douze jours plus tard, lui et son équipe atteignent le sommet du Gasherbrum I. Pris par le mauvais temps dans la descente, Purja doit passer une nuit sur les flancs de la montagne avant de redescendre au camp de base. Il gravit ensuite le Gasherbrum II le 18 juillet 2019. L'ascension du K2, particulièrement difficile en raison des mauvaises conditions météorologiques, est néanmoins accomplie le 24 juillet 2019. Celle du Broad Peak suit deux jours plus tard. Le manque de visibilité nécessite à Purja d'être guidé vers le sommet par radio à partir de ses données GPS. Au terme de cette seconde phase, Purja bat un nouveau record du monde : celui de l'ascension la plus rapide des sommets pakistanais de plus de 8 000 m en seulement 23 jours.
Après avoir de nouveau réuni des fonds afin de financer la suite de son projet et avoir fait son possible face aux obstacles diplomatiques liés à l'ascension du Shishapangma, Purja lance en septembre la dernière phase de son projet consistant à gravir outre ce sommet le Cho Oyu et le Manaslu. Après avoir gravi le Cho Oyu le 23 septembre 2019, Purja et son équipe se dirigent rapidement vers le Manaslu afin de profiter d'une fenêtre météorologique favorable. Ils atteignent le sommet quatre jours plus tard. Sur les pentes du Shishapangma, Purja passe de nouveau près d'être enseveli dans une avalanche. Son équipe et lui terminent l'ascension dans un style alpin après avoir ouvert une nouvelle voie. Le 29 octobre 2019, au sommet du Shishapangma, Purja devient l'homme le plus rapide à gravir les quatorze sommets de plus de huit mille mètres en six mois et six jours. Ce record est battu le 27 juillet 2023 par Kristin Harila et Tenjin (Lama) Sherpa.
| Ordre | Sommet        | Date              | Altitude (m) | Pays             |
| ----- | ------------- | ----------------- | ------------ | ---------------- |
| 1     | Annapurna     | 23 avril 2019     | 8 091        | Népal            |
| 2     | Dhaulagiri    | 12 mai 2019       | 8 167        | Népal            |
| 3     | Kanchenjunga  | 15 mai 2019       | 8 586        | Népal / Inde     |
| 4     | Everest       | 22 mai 2019       | 8 849        | Népal / Chine    |
| 5     | Lhotse        | 22 mai 2019       | 8 516        | Népal / Chine    |
| 6     | Makalu        | 24 mai 2019       | 8 463        | Népal / Chine    |
| 7     | Nanga Parbat  | 3 juillet 2019    | 8 126        | Pakistan         |
| 8     | Gasherbrum I  | 15 juillet 2019   | 8 010        | Pakistan / Chine |
| 9     | Gasherbrum II | 18 juillet 2019   | 8 035        | Pakistan / Chine |
| 10    | K2            | 24 juillet 2019   | 8 611        | Pakistan / Chine |
| 11    | Broad Peak    | 26 juillet 2019   | 8 047        | Pakistan / Chine |
| 12    | Cho Oyu       | 23 septembre 2019 | 8 188        | Népal / Chine    |
| 13    | Manaslu       | 27 septembre 2019 | 8 163        | Népal            |
| 14    | Shishapangma  | 29 octobre 2019   | 8 027        | Chine            |

#### Première hivernale du K2
Fin novembre, Nirmal Purja annonce son intention de réaliser la première ascension hivernale du K2 qu'il décrit comme « le dernier grand défi de l'alpinisme ». Son équipe, composée uniquement de grimpeurs népalais (lui-même, Geljen Sherpa, Pem Chhiri Sherpa, Dawa Temba Sherpa, Kili Pemba Sherpa et Dawa Tenjing Sherpa) atteint le camp de base du K2 le 26 décembre 2020. Ils rejoignent ainsi plusieurs équipes internationales, de différents niveaux ou expérience, toutes en lice pour réussir l'ascension,,.
Le 16 janvier 2021, il fait partie de la première équipe à atteindre le sommet du K2 en hiver en tant que co-leader aux côtés de Mingma Sherpa.

#### Tentative de record de vitesse d'ascension des 14 huit mille mètres sans oxygène
En 2023, Purja se lance dans l'ascension des 14 huit mille mètres sans oxygène.
Le 8 octobre 2024, Purja atteint le sommet du Shishapangma, devenant ainsi le premier Nepalais à gravir les quatorze 8 000 mètres sans oxygène artificiel.

## Style et controverses
Nirmal Purja utilise presque systématiquement des bouteilles d’oxygène dans ses ascensions au-delà de 8 000 mètres ce qui lui est reproché par certains alpinistes,. Or, être équipé de bouteilles lui permet de secourir des grimpeurs le long des pentes de ces sommets. Avec son équipe, il vient ainsi en aide au grimpeur malais Wui Kin Chin sur l'Annapurna,, puis à trois grimpeurs dans les pentes du Kanchenjunga (Biplab Baidya, son guide Dawa Sherpa et Kuntal Karar),. Bien qu'il déclare ne pas accorder beaucoup d'importance à ces critiques, Nirmal Purja justifie également son utilisation d'oxygène au cours du Project Possible par l'objectif de rapidité associé au projet ainsi que par les importantes contraintes pesant sur son organisme du fait de l'enchaînement des sommets. Il réalise l'ascension hivernale du K2 sans oxygène.
Le recours à l'hélicoptère pour rejoindre les camps de base, ainsi que l'utilisation de lignes de corde déjà fixées par d'autres équipes, lui ont été reprochés au cours du Project Possible. Ce style décrit comme « consommateur » s'éloigne en effet des canons du style alpin considéré comme le style d'alpinisme le plus pur.
Nirmal Purja s'entoure principalement de grimpeurs népalais qu'il considère comme les meilleurs au monde. Mingma Sherpa est probablement le plus célèbre de ses compagnons récurrents de cordée. Purja espère également attirer l'attention du reste du monde sur cette communauté de grimpeurs dont les exploits en tant que guides et porteurs ont souvent été éclipsés par les grimpeurs occidentaux,. Ce choix lui permet d'être une figure populaire au Népal et d'être considéré par certains comme un acteur de la décolonisation de l'alpinisme.
À l'opposé des critiques, les réalisations de Nirmal Purja ont été louées par de grands noms de l'alpinisme tels que Reinhold Messner.

## Accusations de harcèlement sexuel
En mai 2024, deux femmes accusent Nirmal Purja de harcèlement et d'agression sexuelles. April Leonardo, une docteur en obstétrique californienne, affirme que Nirmal Purja l'a empoignée, embrassée et lui a fait des propositions à plusieurs reprises lors d'une expédition au K2 en juin 2022. L'alpiniste professionnelle et ancienne Miss Finlande Lotta Hintsa (en) affirme que M. Purja l'a agressée sexuellement dans une suite d'hôtel à Katmandou en mars 2023. Les récits de Leonardo et de Hintsa sont corroborés par des SMS, des photos horodatées et d'autres preuves examinées par les journalistes du New York Times. Dans l'article, Nirmal Purja répond d'abord par l'intermédiaire de ses avocats, niant toutes les accusations comme étant « fausses et diffamatoires ». Purja s'exprime ensuite sur les réseaux sociaux pour répondre aux accusations, déclarant qu'il s'était exprimé sur l'article en toute « bonne foi » et qu'il avait fourni des preuves de lui-même et de témoins pour démontrer « l'absence de vérité dans toutes les affirmations »,.

### Documentaire
- 14 × 8000 : Aux sommets de l'impossible, réalisé par Torquil Jones, sorti sur Netflix en 2021.